# 클리프턴 콜린스 주니어
클리프턴 콜린스 주니어(Clifton Collins Jr., 1970년 6월 16일 ~ )는 미국의 배우이다. 《자키》(2021)로 2021년 제37회 선댄스 영화제 심사위원 특별상 최우수 연기상을 수상하였다.

## 출연 작품

### 영화
- 그랜드 캐년 (1991)
- 포트리스 (1992)
- 사회에의 위협 (1993)
- 포이틱 저스티스 (1993)
- 데드 프레지던트 (1995)
- 말뚝상사 빌코 (1996)
- 파이널 컷 (1997)
- 리플레이스먼트 킬러 (1998)
- 힙합 쿠테타 (1999)
- 프라이스 오브 글로리 (2000)
- 타이거랜드 (2000)
- 트래픽 (2000)
- 라스트 캐슬 (2001)
- 뒤로 가는 연인들 (2002)
- 마인드헌터 (2004)
- 카포티 (2005)
- 바벨 (2006)
- 선샤인 클리닝 (2008)
- 호스맨 (2009)
- 퍼펙트 게임 (2009)
- 스타 트렉: 더 비기닝 (2009)
- 아드레날린 24 2 (2009)
- 엑스트랙트 (2009)
- 분닥 세인트 2 (2009)
- 브라더스 (2009) - 메이저 카바소스 역
- 엑스페리먼트 (2010)
- 스콧 필그림 (2010)
- 헬벤더스: 최후의 성전 (2012)
- 파커 (2013)
- 퍼시픽 림 (2013)
- 트랜센던스 (2014)
- 나이트 오브 컵스 (2015)
- 트리플 9 (2016)
- 해커 (2016)
- 더 볼트 (2017)
- 슈퍼 트루퍼스 2 (2018)
- 라스트 미션 (2018)
- 허니 보이 (2019) - 톰 역
- 원스 어폰 어 타임... 인 할리우드 (2019)
- 웨이브스 (2019)
- 자키 (2021, Jockey)
- 애프터 양 (2021) - 조지 역
- 나이트메어 앨리 (2021)
- 빨강, 파랑, 어쨌든 찬란 (2023)
- 브릭레이어 (2023) - 빅토르 라덱 역

### 텔레비전
- 더 이벤트 (2010-11)
- 웨스트월드 (2016-20)

### 비디오 게임
- 그랜드 테프트 오토: 산 안드레아스 (2004)
- 그랜드 테프트 오토: 트릴로지 - 데피니티브 에디션 (2021)